# Turritopsis rubra
Turritopsis rubra ist eine Hydrozoen-Art aus der Gattung Turritopsis in der Familie der Oceaniidae. Wie andere Arten der Gattung Turritopsis wurde sie früher mit Turritopsis nutricula synonymisiert.

## Merkmale
Turritopsis rubra bildet anfangs stolonisierte, später aufrechte Hydroiden-Kolonien. Die polysiphonen (aus zahlreichen Röhren bestehenden) Stämme werden bis 5 cm hoch. Die erschlafft spindelförmigen, bis 0,8 mm hohen Polypenköpfchen (Hydranthen) haben 12 bis 20 fadenförmige Tentakel unterschiedlicher Länge (max. 0,6 mm). Die Tentakel sind über das distale 3/4 des Hydranthen verstreut. Hydranthen von Neuseeland sind intensiv orange-rot gefärbt.
Junge abgelöste Medusen haben rund mit 8 Tentakeln, neuseeländische Exemplare sind hell orange. Adulte Medusen sind 3 bis 4, maximal 7 Millimeter hoch und glockenförmig, mit bis zu 120 Tentakel in einer oder zwei Reihen. Magen und Gonaden sind leuchtend rot.

## Verbreitung
Turritopsis rubra ist um Neuseeland und Tasmanien verbreitet.

## Taxonomie
Basierend auf morphologischen Unterschieden und Unterschieden im Lebenszyklus betrachtet Schuchert (2004) die Turritopsis von Neuseelands als verschieden von Turritopsis nutricula des östlichen Atlantiks. Die Population wird deshalb, unterstützt durch molekulare Untersuchungen, wieder als eigene, gültige Art Turritopsis rubra angesehen. Die Analyse einer Polypenkolonie von der Typlokalität von Turritopsis rubra (Wellington Harbour, Nordinsel Neuseeland) ergab den gleichen Haplotyp wie von einer Meduse von Auckland (ebenfalls Nordinsel von Neuseeland) und zeigt, dass Turritopsis rubra der einzige Vertreter der Gattung in Neuseeland ist. Eine Turritopsis-Meduse aus Tasmanien unterschied sich morphologisch nicht von Turritopsis rubra, fällt damit in die  Turritopsis-rubra-Klade und erweitert damit das Verbreitungsgebiet der Art auf Tasmanien.